# بيدرو سيلفا بيريرا
بيدرو سيلفا بيريرا هو سياسي برتغالي، ولد في 15 أغسطس 1962 في لشبونة في البرتغال. نشط حزبياً في الحزب الاشتراكي (البرتغال).

## مناصب
- في الدورة الانتخابية البرتغالية 2002 [الإنجليزية]‏، انتخب عضو مجلس الجمهورية  [لغات أخرى]‏ عن دائرة Vila Real (Assembly of the Republic constituency) [الإنجليزية]‏ وقد انضم خلال فترته النيابية [الإنجليزية]‏ للكتلة البرلمانية الحزب الاشتراكي (البرتغال).
- انتخب نائب رئيس البرلمان الأوروبي وقد انضم خلال فترته النيابية (3 يوليو 2019 – ) للكتلة البرلمانية التحالف التقدمي للاشتراكيين والديمقراطيين.
- في انتخابات البرلمان الأوروبي في البرتغال 2019 [الإنجليزية]‏، انتخب عضو في البرلمان الأوروبي عن دائرة البرتغال [الإنجليزية]‏ لترشحه ضمن قائمة الحزب الاشتراكي (البرتغال)، وقد انضم خلال فترته النيابية (2 يوليو 2019 – ) للكتلة البرلمانية التحالف التقدمي للاشتراكيين والديمقراطيين.
- في انتخابات البرلمان الأوروبي في البرتغال 2014 [الإنجليزية]‏، انتخب عضو في البرلمان الأوروبي عن دائرة البرتغال [الإنجليزية]‏ لترشحه ضمن قائمة الحزب الاشتراكي (البرتغال)، وقد انضم خلال فترته النيابية (1 يوليو 2014 – 1 يوليو 2019) للكتلة البرلمانية التحالف التقدمي للاشتراكيين والديمقراطيين.

## وصلات خارجية
- الموقع الرسمي